# Metafora della scrivania

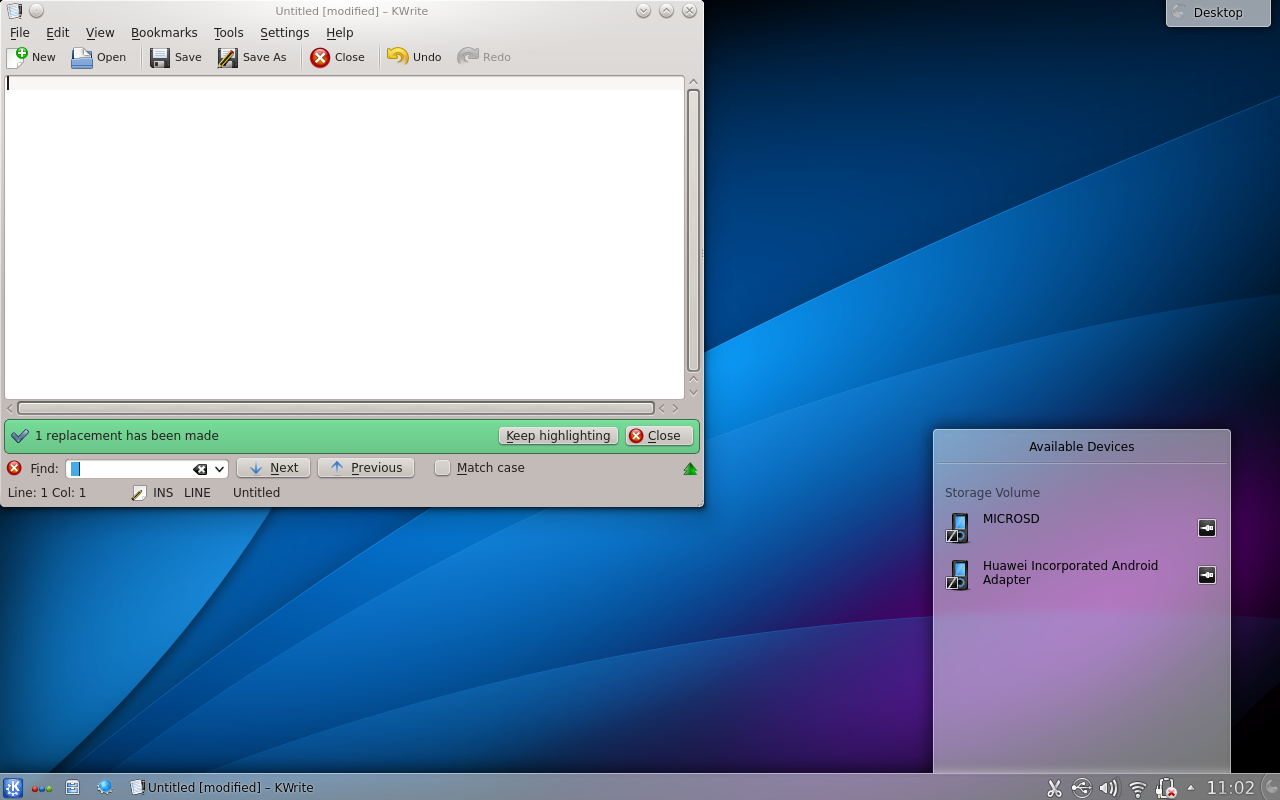
Un esempio di desktop environment: KDE

La metafora della scrivania, o (metafora del desktop) in informatica, è l'analogia con un altro oggetto reale, la scrivania, che si usa per spiegare come l'area del monitor (un qualcosa di virtuale) possa essere utilizzata esattamente come il suo equivalente fisico, appunto il piano della scrivania.
La sua implementazione reale è il desktop environment (letteralmente ambiente della scrivania), che ogni produttore di sistemi operativi sceglie di interpretare a suo modo, anche in funzione dell'utenza alla quale è destinato il sistema operativo. Questo tipo di implementazione è probabilmente la più usabile e intuitiva per l'utente finale e di fatto presente in quasi tutti i sistemi operativi con interfaccia grafica ad uso desktop computer.

## Storia
L'interazione uomo-macchina era comunque mediata dalla presenza degli amministratori di sistema, che risolvevano molti dei problemi quotidiani agli utenti (o li creavano, basta pensare alla letteratura umoristica nata negli anni, come ad esempio le storie sul BOFH).
Poi, con la nascita del microprocessore, che vide tra i protagonisti Federico Faggin, la potenza di calcolo raggiungeva la scrivania del singolo, e rendeva necessario un approccio facilitato al sistema, visto che l'utente medio non era necessariamente un informatico. In effetti, allo Xerox PARC (Palo Alto Research Center) della Xerox, nei primi anni settanta veniva sviluppata una interfaccia grafica che simulava una scrivania, permettendo all'utente di gestire, tramite delle icone, degli oggetti virtuali che avevano analogie con quelli che quotidianamente utilizzava sulla sua scrivania fisica.

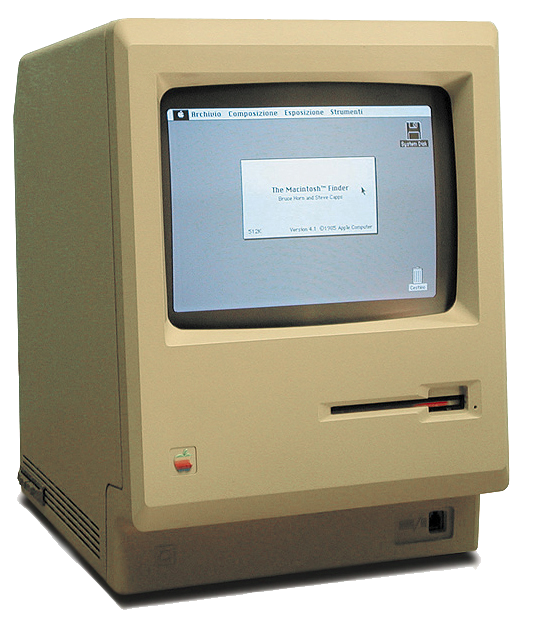
Il successore del Lisa e prima macchina di successo dotata di interfaccia grafica: il Macintosh

Sfortunatamente, l'alto costo del sistema sul quale girava, lo Xerox Alto, lo rendeva inaccessibile all'utente medio, ed il progetto rimase sperimentale ed usato solo all'interno del PARC. Cionondimeno, ebbe l'effetto di coinvolgere un visitatore allora sconosciuto: Steve Jobs. Questi, durante una visita al PARC nel 1979, provò l'interfaccia grafica e ne intuì la funzionalità, tanto da crearne una per il suo personal computer Lisa, tra i primi della neonata casa Apple.
Anche questa volta, l'elevato costo del sistema lo rese un fiasco commerciale, ma questo non fece desistere la Apple  dal promuovere la nuova forma di interazione che, come per lo Star, comprendeva un mouse, dotato di un solo tasto, e puntava moltissimo sulla semplicità d'uso del sistema basato sulla metafora della scrivania. Dopo questo evento, solo passi avanti: il Macintosh, sempre di Apple, e Microsoft Windows, che hanno reso la metafora della scrivania parte integrante della nostra vita quotidiana.

## Basi psicologiche

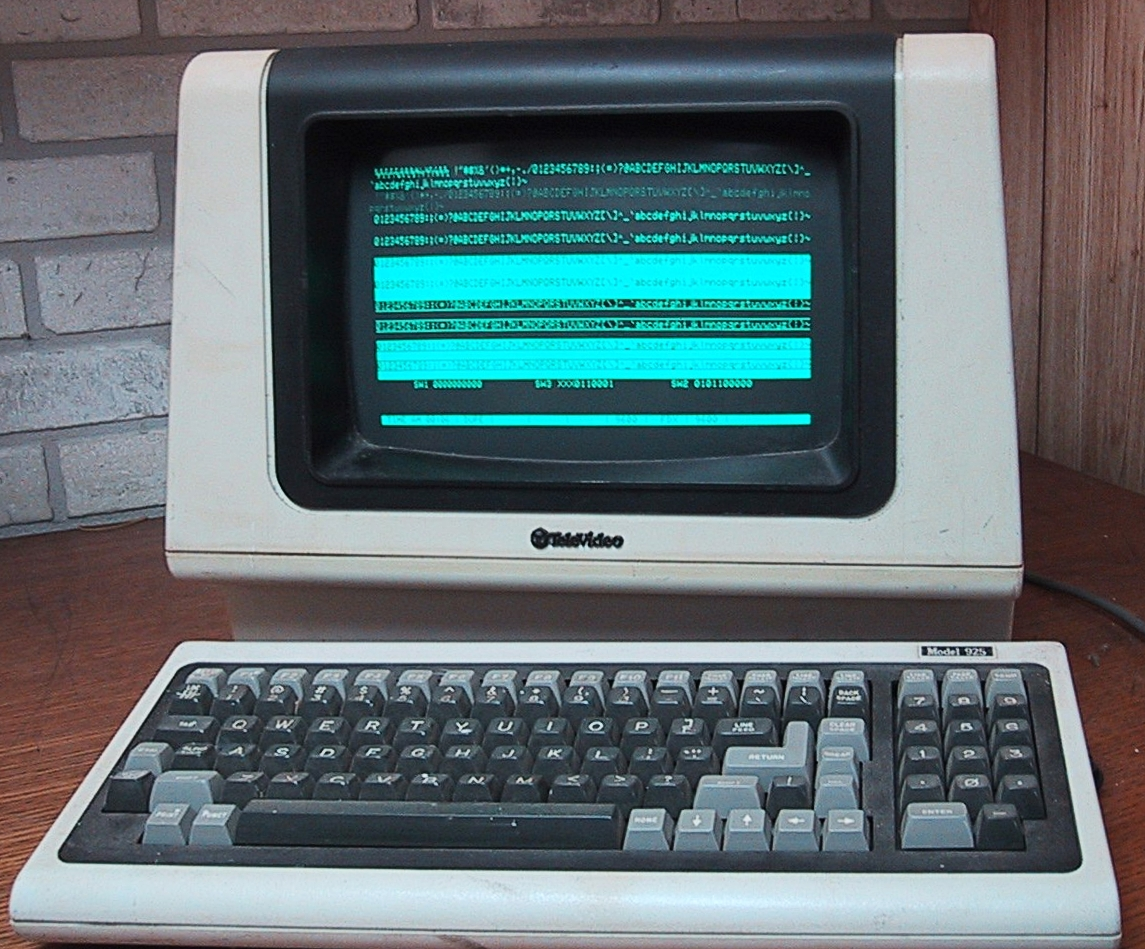
Un terminale a fosfori verdi risalente circa al 1982

Questo paradigma è stato teorizzato già nel 1960 dallo psicologo J. C. R. Licklider nel suo articolo La simbiosi uomo-computer.
Licklider, psicologo per formazione, era però anche un informatico, in un'era nella quale l'informatica stava appena nascendo, nelle vesti di direttore di un laboratorio nel prestigioso MIT di Boston, Stati Uniti. Ma la neonata ARPA (Advanced Research Projects Agency), che stava gettando le basi di Internet, intuì le potenzialità di questo brillante scienziato e lo reclutò. Tra le sue (e di altri ricercatori) innovative teorizzazioni vi fu la interattività dell'uomo con la macchina, dovuta inizialmente agli alti costi delle macchine stesse, che per essere sfruttate in modo ottimale dovevano essere usate in modo intensivo, ed occorreva quindi facilitare al massimo l'interazione.

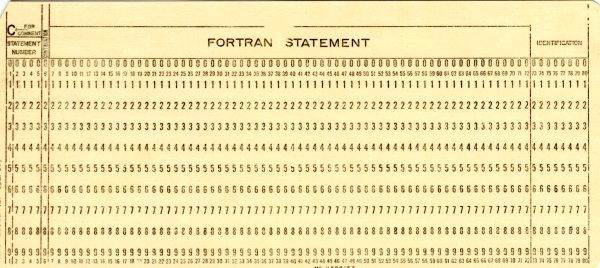
Una scheda utilizzata per immettere programmi e dati in un mainframe IBM negli anni '70

Altro aspetto oggetto di trattazione fu la ricchezza sensoriale, cioè la possibilità di utilizzare dispositivi di vario genere per l'interazione con la macchina. Oggi il tutto è scontato, vista la varietà di dispositivi di interfaccia, ma allora anche un monitor era un lusso e gli utenti comunicavano con la macchina attraverso le schede perforate, che imponevano lunghi tempi di scrittura di un programma, ed una difficile fase di debugging per gli inevitabili errori che si presentavano durante il lavoro.

## Descrizione della funzionalità
Su questo piano virtuale possono essere poggiati oggetti elettronici come file o cartelle, ed utilizzati come faremmo con gli oggetti reali che poggiamo sulla scrivania. Così come la scrivania, il desktop è lo specchio della personalità, delle tendenze e dei gusti del proprietario.

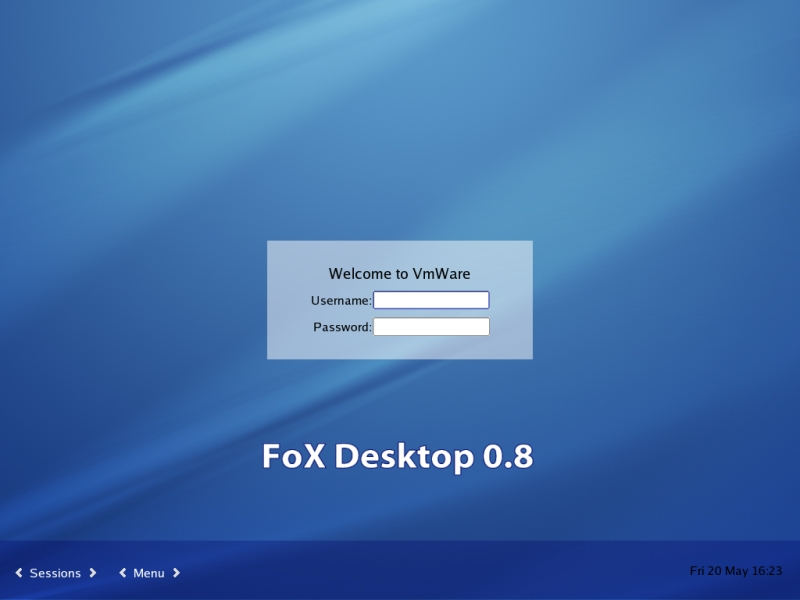
L'aspetto di una interfaccia grafica per Linux

Basti pensare alla personalizzazione dello sfondo, che spesso è un vero e proprio portaritratti, oppure una finestra sulla natura, o quant'altro di personale. Esistono a tal proposito software e servizi internet specializzati che forniscono immagini su temi a scelta che vengono sostituite a frequenza prestabilita, anche più volte al giorno. La metafora di propria scrivania è così diffusa che qualsiasi sistema operativo prevede la possibilità, in caso di multiutenza, di impostare e gestire un desktop distinto per ciascun utente, con impostazioni e contenuti diversi.
Va inoltre ricordato che è buona pratica di prevenzione verso possibili attacchi esterni, distinguere il desktop di amministratore da quello di utente. Come dire che nella scrivania dell'amministratore ci sono cassetti aperti che danno accesso a documenti importanti, delicati e riservati.

## La ricchezza sensoriale

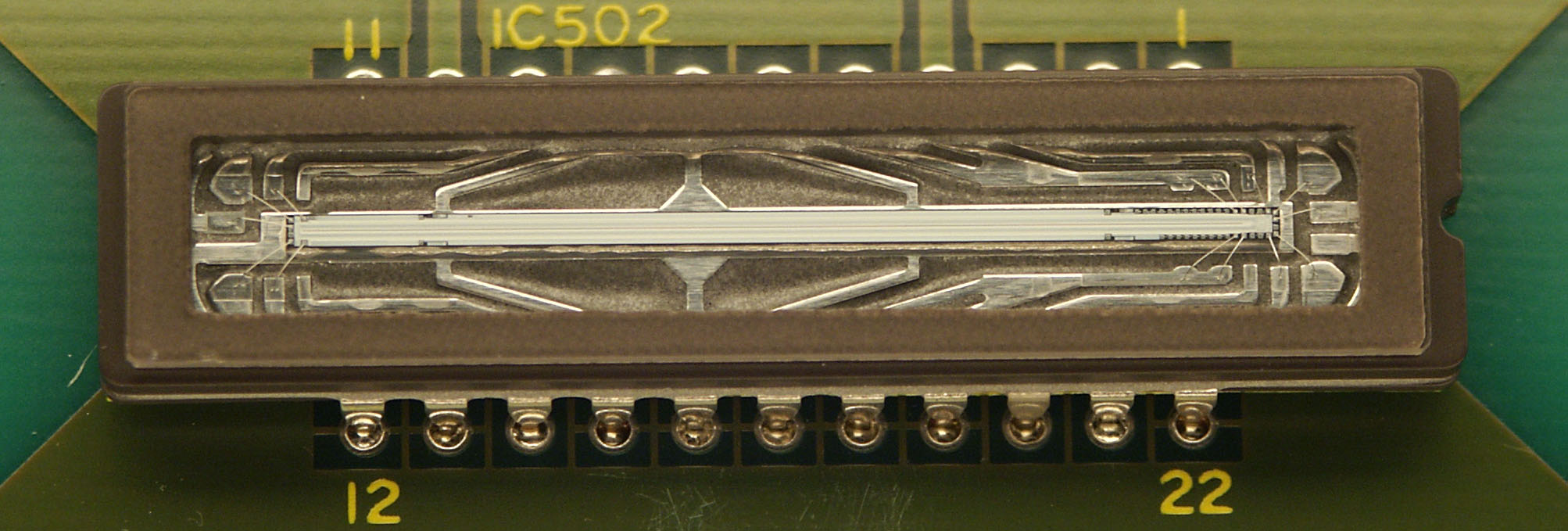
La compattezza di un sensore CCD, cuore di uno scanner

Con il crescere della potenza di calcolo delle macchine, nuovi strumenti vengono messi a disposizione dell'utente: dalle prime schede audio ad 8 bit, rudimentali ma efficaci, alle attuali sofisticate apparecchiature con sintesi vocale che trovano posto anche su un economico navigatore satellitare GPS per auto; schermi che riconoscono la pressione come da molti anni abbiamo imparato, ma adesso anche in grado, con un adeguato software, di riconoscere dei caratteri tracciati attraverso uno stiletto attraverso le tecniche di OCR; ancora, efficienti scanner sempre più compatti che permettono all'utente di una banca di versare tramite uno sportello completamente automatico un assegno, ottenerne una fedele anteprima su monitor e una copia tramite una stampante termica.